# Robert W. Thomson
Robert William Thomson (24 mars 1934, Cheam, Londres, Royaume-Uni – 20 novembre 2018, Oxford) est professeur Calouste Gulbenkian d'études arméniennes à l'Université d'Oxford.

## Biographie
Thomson est diplômé de l'Université de Cambridge avec un diplôme en lettres classiques, puis étudie au séminaire de Halki en Turquie. Thomson obtient son doctorat à Cambridge après avoir soutenu sa thèse de doctorat sur les versions arménienne et syriaque des œuvres d'Athanase d'Alexandrie.
Lorsqu'une chaire d'études arméniennes est créée à la Faculté des arts et des sciences de l'Université Harvard en 1969, Thomson est nommé à la chaire qui est par la suite nommée en l'honneur du saint et érudit arménien Mesrop Machtots. Thomson occupe ce poste jusqu'en 1992, date à laquelle il accepte la chaire Gulbenkian en études arméniennes à l'Université d'Oxford en Angleterre. Il prend sa retraite en 2001. De 1984 à 1989, il est directeur de la bibliothèque de recherche et de la collection de Dumbarton Oaks. En 1995, il est élu membre de la British Academy. Entre autres distinctions, il reçoit la médaille Saint Sahak et Saint Mesrop de Vazgen Ier, Catholicos de tous les Arméniens pour ses contributions aux études arméniennes.
Thomson traduit en anglais plusieurs textes arméniens classiques, syriaques et grecs et écrit également deux manuels sur la langue arménienne, dont l'un est le seul manuel en anglais sur l'arménien classique.
Thomson est décédé en 2018.

## Livres
- Studies in Armenian Literature and Christianity (Variorum, 1994)
- Rewriting Caucasian History: The Mediaeval Armenian Adaptation of the Georgian Chronicles. The Original Georgian Texts and The Armenian Adaptation (Oxford, Clarendon Press, 1996)